# Kevin Akpoguma
Kevin Akpoguma (Neustadt an der Weinstraße, 1995. április 19. –) német-nigériai származású nigériai válogatott labdarúgó, jelenleg a TSG 1899 Hoffenheim játékosa.

## Pályafutása

### Klubcsapatban
Pályafutását a Karlsruhe csapatában kezdte, majd 2013 nyarán a TSG 1899 Hoffenheim csapatába igazolt. A Karlsruhe színeiben 8 alkalommal játszott a Német harmadosztályban, ezeken a meccseken egy gólt szerzett. 2014 nyarán bekerült a Hoffenheim bajnokságra készülő keretébe.

### A válogatottban
43 alkalommal játszott a Német utánpótlás válogatottakban, 3 gólt szerzett, 2014-ben U19-es Európa-bajnok lett a Magyarországi Eb-n, a döntőben Németország Hany Mukhtar góljával győzte le Portugáliát.

## Sikerei, díjai
- Németország U19
  - U19-es labdarúgó-Európa-bajnokság: 2014